# 세계 이모지의 날

세계 이모지의 날(World Emoji Day)은 이모지를 기념하기 위해 매년 7월 17일에 열리는 연례 비공식 공휴일이다. 가장 이른 날 이후 몇 년 동안, 이모지와 관련된 제품이나 기타 발표 및 출시를 발표하는 인기 있는 날짜가 되었다.

## 기원과 기념
이 날짜는 원래 애플이 2002년에 아이캘 일정 애플리케이션을 처음 출시한 날을 의미한다. 7월 17일이라는 날짜는 애플 컬러 이모지(Apple Color Emoji) 버전의 캘린더 이모티콘(📅)에 이스터 에그로 표시되었다.
세계 이모지의 날은 이모지피디아의 창립자인 제레미 버지(Jeremy Burge)가 2014년 7월 17일에 만들었다.
뉴욕 타임스는 버지가 "아이폰에 캘린더 이모지가 표시되는 방식을 기준으로" 7월 17일을 선택했다고 보도했다. 첫 번째 세계 이모지의 날에 대해 버지는 인디펜던트에 날짜를 선택하는 것 외에는 "공식적인 계획은 없습니다"라고 말했다. 워싱턴 포스트(Washington Post)는 2018년 독자들이 이 날을 '오직 이모지로 소통'하는 데 사용한다고 제안했다.
NBC는 이 날이 2015년 7월 17일 트위터의 최고 트렌드 항목이라고 보도했다.
2016년에 구글은 유니코드 문자 U+1F4C5 📅 calendar의 모양을 안드로이드, Gmail, 행아웃 및 크롬OS 제품에서 7월 17일로 표시하도록 변경했다. 2020년부터 마이크로소프트를 제외한 모든 주요 플랫폼은 세계 이모지의 날에 대한 혼란을 피하기 위해 이 이모지에 7월 17일을 표시하도록 전환했다.